# Eagle Beach
Eagle Beach is een strand op het eiland Aruba.
Eagle Beach wordt gezien als het mooiste strand van de Caraïben. Aan het Bountystrand liggen meerdere hotelketens die slechts worden gescheiden door een kustboulevard, de J.E. Irausquin Boulevard. Aan het einde van het strand in het noorden staat de beroemde fofotiboom die veel te zien is in reclamespotjes voor het eiland Aruba.

## Low Rise
Eagle Beach wordt ook wel de Low Rise area genoemd. De andere area, de High rise area ligt Palm Beach ten noorden van Eagle Beach. Het onderscheid in deze gebieden zit in de bebouwing van de hotels aan de stranden. Op Palm Beach is het voornamelijk hoogbouw hotels en langs Eagle beach is dit voornamelijk laagbouw hotels (minder dan vier etages).

## Afbeeldingen

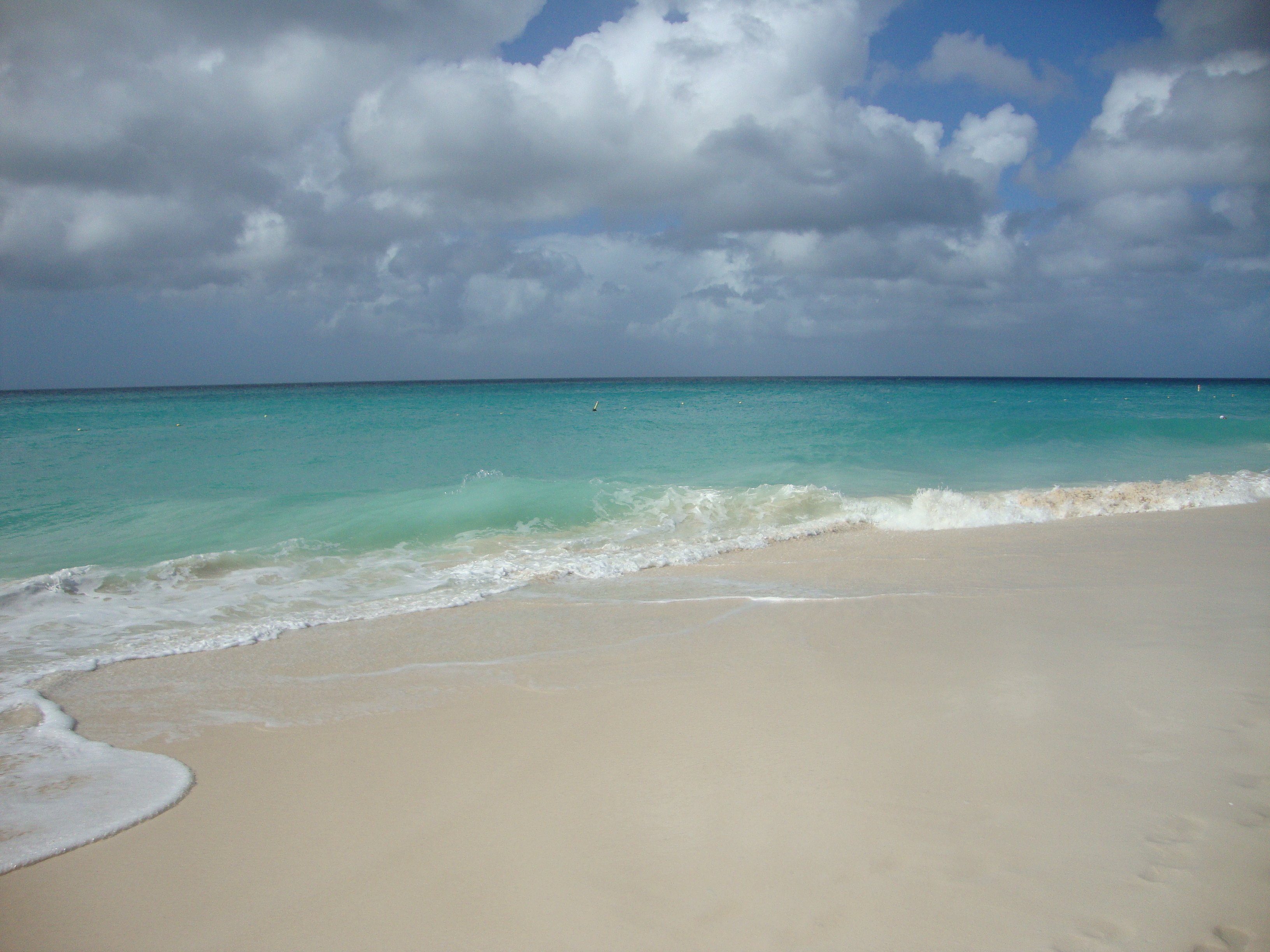
Strand van Eagle Beach
Fofotiboom
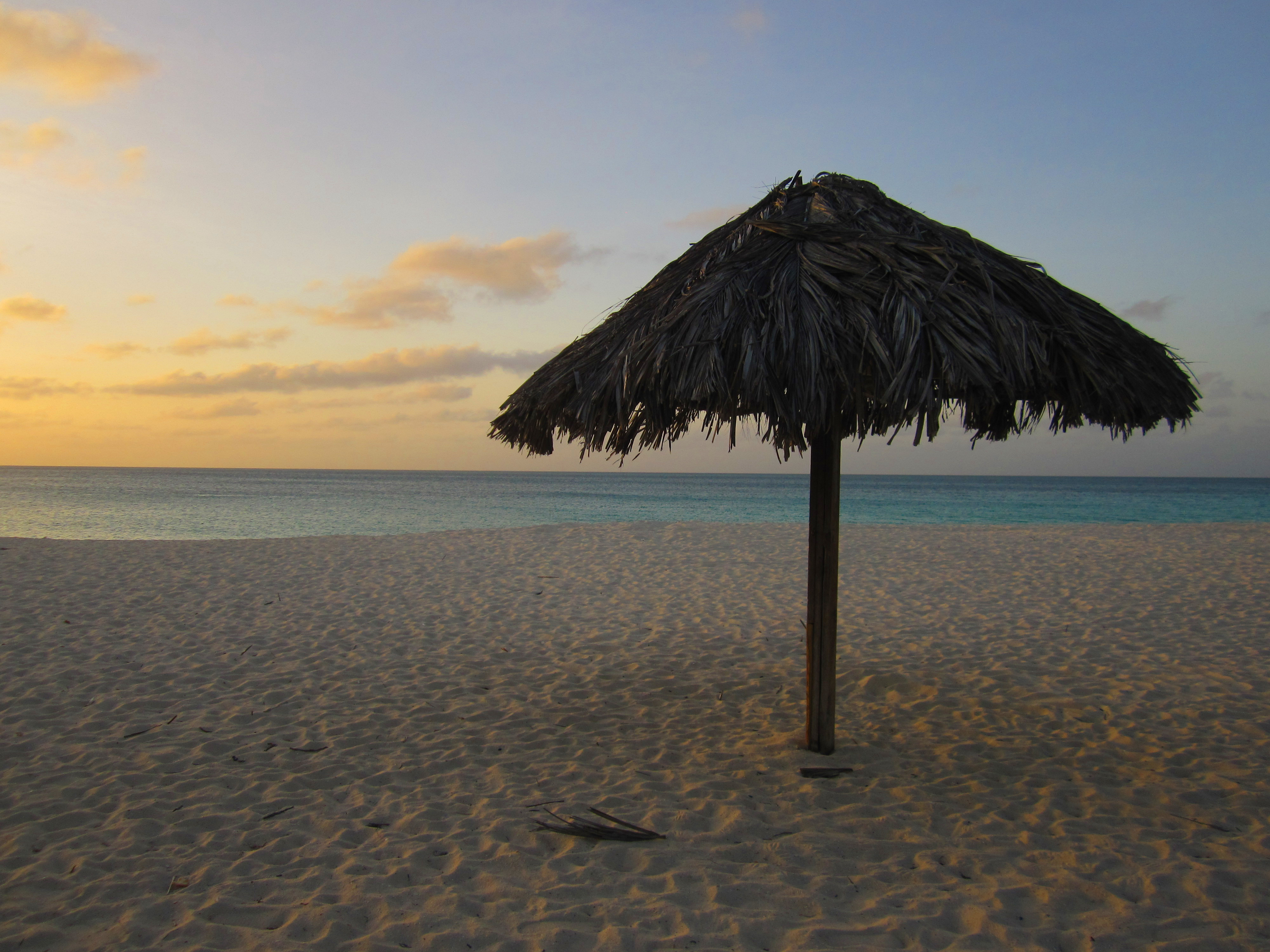
Eagle Beach bij zonsondergang

Arashi Beach · Baby Beach · Daimari Beach · Eagle Beach · Flamingo Beach* · Iguana Beach* · Mangel Halto · Palm Beach · Palmeiland* · Rodgers Beach

* privéstranden